# Capella de Sant Gabriel

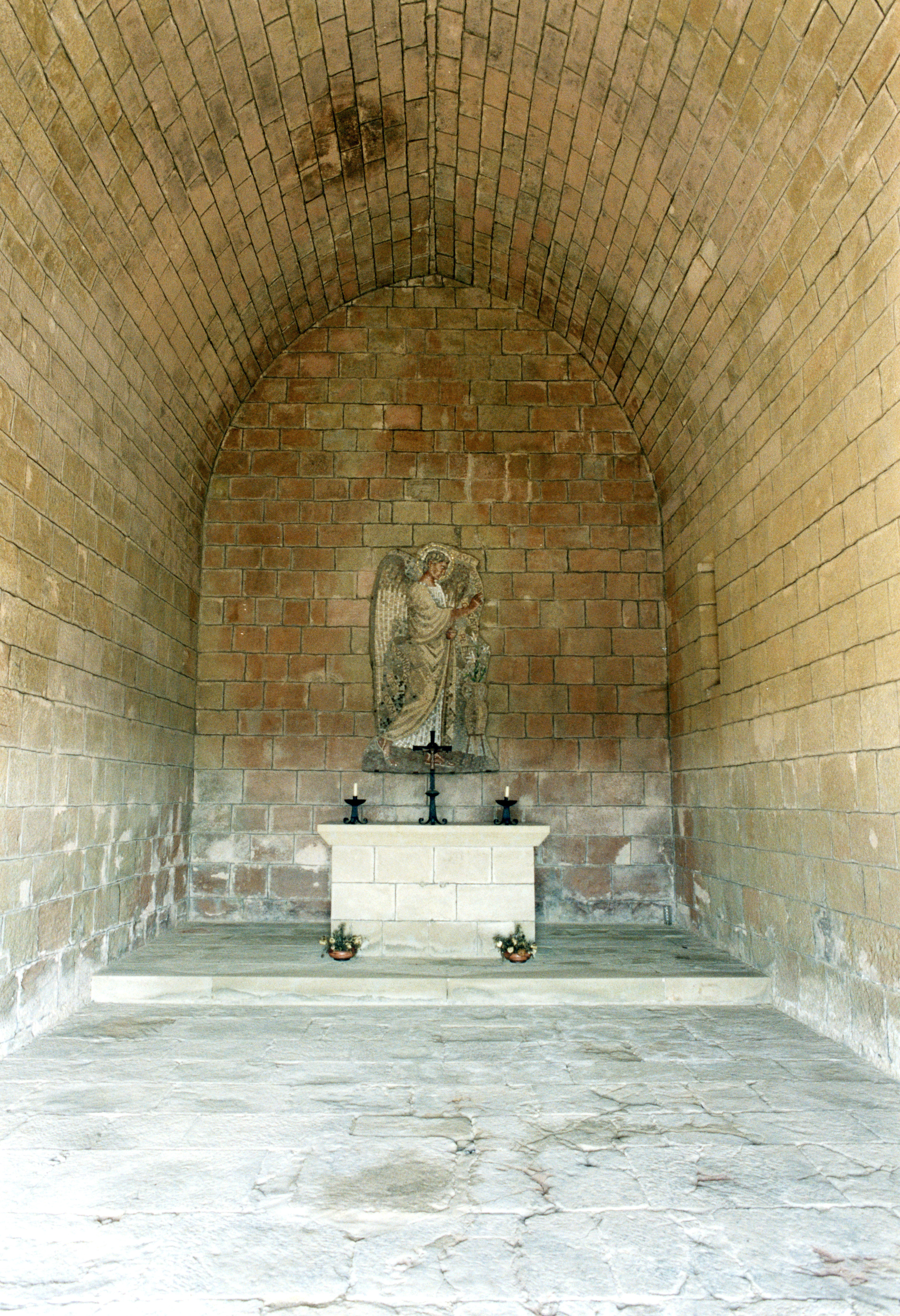
Vista de l'interior

La Capella de Sant Gabriel és una església del municipi de Riner (Solsonès) inclosa en l'Inventari del Patrimoni Arquitectònic de Catalunya.

## Descripció

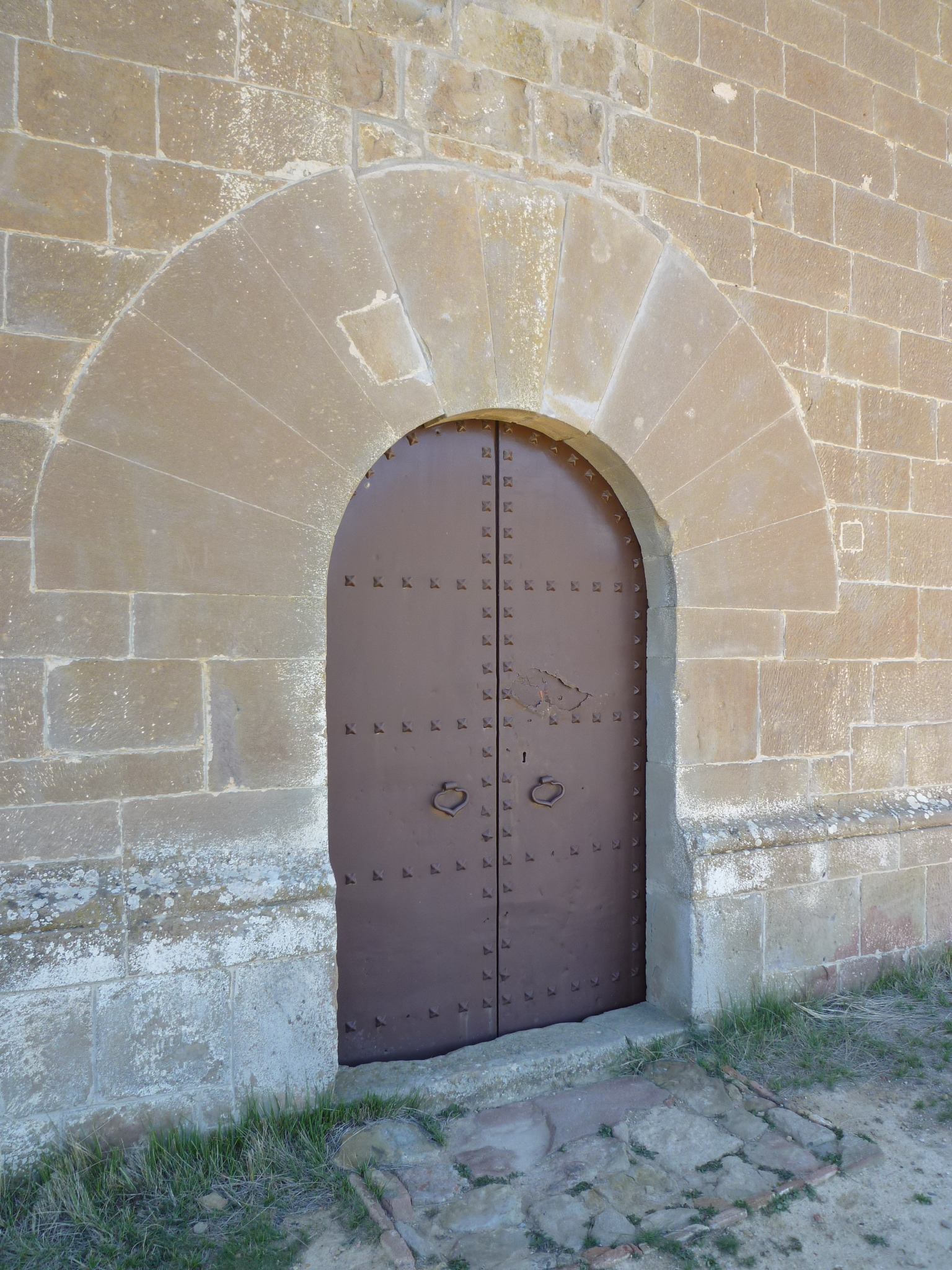
Portada

Petita capella, situada en mig del bosc, dalt del turó de Sant Gabriel. És d'una sola nau i no té absis. L'interior està cobert amb volta de canó. Al fons de la capella hi ha una pintura de St. Gabriel Arcàngel. El parament és de pedres regulars i rectangulars, col·locades en filades. A la façana principal hi ha la porta d'arc de mig punt amb dovelles de grans dimensions; damunt hi ha un petit rosetó. Corona la façana un campanar d'espadanya per una sola campana.

## Història
La capella que fou construïda abans que la del Santuari. Està dedicada actualment a Sant Gabriel.